# 1904年セントルイスオリンピック
1904年セントルイスオリンピック（1904ねんセントルイスオリンピック）は、1904年7月1日から11月23日まで、アメリカ合衆国のミズーリ州セントルイスで行われたオリンピック競技大会。セントルイス1904（St. Louis 1904）と呼称される。

## 概要
オリンピック史上初めて、北米大陸で開催された。また、20世紀最初のオリンピックである。
当初は1904年大会の開催地としてシカゴが選ばれたが、同年に万国博覧会を開く予定のあったセントルイスに開催地が変更となった。そのため、前回のパリオリンピック同様、万国博覧会を兼ねて開催された。
当時のアメリカ有数の都市である、北米大陸の内陸部にあるセントルイスまでの交通難、さらに同年の日露戦争勃発による国際関係の緊迫化などを理由に、ヨーロッパ勢は大幅に参加国が減少した。
一方、アメリカ合衆国からの参加者は523人と他国を圧倒し、隣国のカナダも北米大陸以外の選手総数と並ぶ52人が競技に参加した。その結果、91種目中42種目ではアメリカ以外の参加者が不在で行われ、金メダル数でも全96個中アメリカが78個を獲得して、近代オリンピックでは空前絶後の独占率となった。

## ハイライト
- 前回のパリ大会から多くの競技種目見直しが行われ、クリケット、クロッケー、セーリング、バスクペロタ（ハイアライ）、馬術、ポロ、ラグビーなど欧州で盛んな競技が外された一方[注釈 1]、アーチェリー、綱引、ボクシング、ラクロス、ロック（クロッケーの北米版）が導入された。ロックを除く新規採用競技は1908年のロンドンオリンピックでも採用され、特にアーチェリーやボクシングは公開競技としてセントルイス大会で採用されたバスケットボールと共にその後も各大会で実施されるようになった。また、ウェイトリフティングは1896年のアテネオリンピック以来の実施で、その次は1920年のアントワープオリンピックで行われる事になった。一方、パリ大会に続いて行われたゴルフはセントルイス大会を最後に姿を消し、その復活は112年後の2016年、リオデジャネイロオリンピックを待つこととなる。
- 公式競技とは別に「人類学の日（Anthropology day）」と称して、アイヌやインディアンなどの少数民族の体力測定を行う催しが行われた[1]。人種差別の発想が背景にあるとして後年批判的に論じられた[1]。
- マラソンではオリンピック史に残る不名誉な事態が発生した。アメリカのフレッド・ローツが高温と疲労のため20キロ過ぎで道に倒れ、たまたま通りかかった自動車に乗せてもらい競技場に戻ることになった。ところが競技場に向かう途中で車がエンストで止まってしまい、そこから再び走り出してゴールするという不正をはたらいた。1着でゴールしたが、ゴール直後に車の運転者の告発により即座に不正が発覚し優勝は取り消され、その後ローツはマラソン界からの永久追放を命じられることになった。これがマラソン史上に言われる「キセルマラソン」事件である。ただし、ローツはほどなく復帰が認められ、翌1905年のボストンマラソンで優勝している。

代わって優勝したヒックスのタイム、3時間28分53秒は五輪史上最も遅い記録である。なお、このときヒックスは興奮剤入りのブランデーを飲んで走っており、現在のルールではドーピング違反となるが、当時はドーピングに対する明確な禁止規定は無かったため、ヒックスの優勝は現在も公式に認められている。
- 男子のみが行われた水球ではアメリカ以外の参加がなく、ニューヨーク・アスレティッククラブ(en:)などの3チームがアメリカ国内から独自に参加し、ニューヨークが優勝した。水球でアメリカが金メダルを獲得した例は、このセントルイス大会のニューヨークチームと、2012年のロンドンオリンピックでの女子アメリカ代表の2度のみである。

## 実施競技
| - 陸上競技 - 競泳 - 飛込 - 水球 - 公開競技 - サッカー - テニス - ボート - ボクシング - 体操 |  | - レスリング - ウエイトリフティング - 自転車 - フェンシング - アーチェリー - ゴルフ - ラクロス - ロック - 綱引 - バスケットボール - 公開競技 - 野球 - 公開競技 |

## 各国の獲得メダル
| 順   | 国・地域                 | 金 | 銀 | 銅 | 計  |
| ---- | ------------------------ | -- | -- | -- | --- |
| 1    | アメリカ合衆国（開催国） | 90 | 82 | 82 | 243 |
| 2    | ドイツ                   | 4  | 4  | 5  | 13  |
| 3    | キューバ                 | 4  | 2  | 3  | 9   |
| 4    | カナダ                   | 4  | 1  | 1  | 6   |
| 5    | ハンガリー               | 2  | 1  | 1  | 4   |
| 6    | イギリス                 | 1  | 1  | 0  | 2   |
| 6    | 混合チーム               | 1  | 1  | 0  | 2   |
| 8    | ギリシャ                 | 1  | 0  | 1  | 2   |
| 8    | スイス                   | 1  | 0  | 1  | 2   |
| 10   | オーストリア             | 0  | 0  | 1  | 1   |
| 合計 | 合計                     | 96 | 92 | 92 | 280 |